# Theodor Boveri (Jurist)
Theodor Boveri (* 1785 in Bamberg, Oberfranken; † 1854 ebenda) war ein königlich bayerischer Jurist und Regierungsbeamter. Er war der erste Badkommissar (Kurdirektor) von Bad Kissingen.

## Leben
Boveri entstammte einer ursprünglich italienischen, im 17. Jahrhundert über Savoyen nach Bamberg gekommenen Beamtenfamilie. Er begann seine berufliche Laufbahn um 1809 als zweiter Assessor am Landgericht in Reitenbuch bei Augsburg. Um 1813 war er bereits erster Assessor am Landgericht Pleinfeld. Am 18. Juli 1819 wurde er dann als erster Assessor ans Landgericht nach Nürnberg versetzt.
Im Jahr 1823 wurde er in Amtsnachfolge von Georg Friedrich Conrad als Landrichter nach Bad Kissingen versetzt, wo er 13 Jahre lang bis 1835 im Amt blieb. In den letzten Jahren dieser Amtszeit, spätestens aber im Jahr 1835 offiziell, wurde ihm zusätzlich das neu geschaffene Amt des königlichen Badkommissars des dortigen Staatsbades übertragen. Er war somit der erste Kurdirektor dieser später zum „Weltbad“ aufsteigenden Kurstadt. Boveris Aufgabe war es, Kissingens Einwohner von den zu erwartenden Vorteilen eines zunehmenden Kurbetriebes zu überzeugen. Er war es auch, der den gesamten Badebetrieb in professionelle Privathände übergab und ab 1. März 1824 an die Gebrüder Bolzano verpachtete. In Boveris Amtszeit wurden die Straßen in dem noch von Landwirtschaft geprägten Ort neu gepflastert und die bereits baufälligen Mauern und Wachtürme der Stadtbefestigung abgerissen. Das Schleifen der mittelalterlichen Befestigung sollte dem kleinen Städtchen „einen freyern Luftzug, ihren Gebäuden eine weite Aussicht und den Fremden einen erfreulicheren Anblick“ verschaffen. In seine Amtszeit fiel auch 1827 der Neubau des Landgerichtsgebäudes an der Oberen Marktstraße, nachdem das 1804 zum Amtsantritt seines Vorgängers Georg Friedrich Conrad erbaute Gebäude an der Zwingergasse zu klein geworden war. Sein Amtsnachfolger in Bad Kissingen wurde 1835 Hans Carl Freiherr von Thüngen.
Am 26. Februar 1835 wechselte Boveri auf eigenen Wunsch als Vorsitzender an das Landgericht Bamberg II. Dort wurde er nach wiederum 13 Jahren 1848 in den Ruhestand versetzt.